# Musée des anciens combattants (Vaasa)
Le musée des anciens combattants de Vaasa (finnois : Vaasan Sotaveteraanimuseo) est un musée situé à Vaasa en Finlande.

## Description
Le musée des anciens combattants de Vaasa présente l'histoire de la guerre en Finlande jusqu'à la fin de la guerre de continuation. 
Il existe une multitude d'artefacts liés au Jägers finlandais, aux phases de la guerre d'indépendance (guerre d'hiver, guerre de continuation) et aux organisations (de la  Garde blanche aux Lotta Svärd).
Les collections du musée se composent principalement d'armes, de décorations, de costumes et d'équipements. En plus de l'exposition principale, le musée propose des expositions temporaires qui changent chaque année